# Tatort: Lauf eines Todes
Lauf eines Todes ist ein Fernsehfilm aus der Kriminalreihe Tatort der ARD und des ORF. Der Film wurde vom Norddeutschen Rundfunk produziert und am 21. Januar 1990 erstmals ausgestrahlt. Es handelt sich um die Tatort-Folge 227. Für den Kriminalhauptkommissar Paul Stoever (Manfred Krug) ist es der 12. Fall. Für seinen Kollegen Peter Brockmöller (Charles Brauer) ist es der 9. Fall.

## Handlung
Die Kommissare Stoever und Brockmöller werden zu einem Mordfall gerufen. Harry Tischler wurde brutal in seiner Wohnung erstochen. Offensichtlich hatte er das Haus als Edel-Bordell eingerichtet und eine Vorliebe für männliche Kunden. Die Art und Weise der Verletzungen lassen die Ermittler eine Beziehungstat vermuten. Doch der Tote war nicht nur im Rotlichtmilieu aktiv. Er war auch der Privatchauffeur für Herwart Branding, den Staatsrat für Umweltfragen.
Die Ermittler suchen Branding auf, der nicht fassen kann, dass sein Chauffeur ermordet worden ist. Auch als er von dessen Doppelleben als Zuhälter erfährt, ist er sprachlos. Er ist sichtlich beunruhigt, dass die Presse herausfinden könnte, dass er seit sechs Jahren einen Homosexuellen als Chauffeur beschäftigt hatte. Als seine Ehefrau davon erfährt, macht sie ihrem Mann Vorwürfe, dass er sich nie richtig um die Menschen in seinem unmittelbaren Umfeld kümmern würde, solange sie nur funktionieren.
Stoever spricht mit Brandings Tochter, die ihm mitteilt, dass sie sich um ihren Vater sorgt. Von einem Journalisten, den sie gut kennt, hat sie die Information bekommen, dass ihr Vater in Schwierigkeiten stecke. Die Elektronikfirma, die er vor Jahren gegründet und später an den Mann ihrer Schwester übertragen hatte, steht in dem Verdacht, Elektronik für Waffen nach Südafrika zu liefern. Als Branding von diesem Vorwurf erfährt, ist er fassungslos. Er verlässt spät abends sein Haus, weil er sich angeblich mit jemandem treffen will, der wichtige Informationen für ihn habe. Er lässt sich das Auto seiner Tochter geben, in der Hoffnung, die Presseleute, die seit dem Tod seines Chauffeurs ständig sein Haus belagern, ablenken zu können. Es gelingt ihm, die Stadt zu verlassen, doch verunglückt Branding auf der Landstraße tödlich. Von einem Journalisten erfährt Stoever, dass bei ihm in der Redaktion kurz zuvor jemand angerufen und erklärt habe, dass auf den Staatsrat ein terroristischer Anschlag geplant sei, angeblich im Auftrag eines Kommandos „Alexandro Tobler“.
Während Stoever sich um den neuen Fall kümmert und zu klären versucht, wer ein Interesse daran gehabt haben kann, Branding auszuschalten, verfolgt Brockmöller eine Spur zu  Harry Tischlers Mörder. Ein teures Schmuckstück, das im Bankschließfach des Toten gefunden wurde, führt zum Juwelier Lothar Cassano. Der gibt zu, aufgrund seiner sexuellen Neigung von Tischler erpresst worden zu sein. Da seine Frau den Bargeldbestand überwacht, habe er ihm das teure Schmuckstück gegeben. Durch Cassano gelingt es Brockmöller, Kontakt zu Tischlers Exfreund Jerry Baginski herzustellen. Als er ihn treffen will, ergreift dieser die Flucht und bei der Verfolgung stürzen beide. Schwer verletzt müssen sie in die Klinik gebracht werden. Brockmöller besucht Jerry Baginski in seinem Krankenzimmer; während des Gesprächs gesteht Baginski den Mord an Harry Tischler.
Brandings Tochter sucht Stoever auf und erklärt ihm, dass ihr Vater sich von seiner ganzen Familie verraten gefühlt habe. Sie gibt dem Kommissar einen Abschiedsbrief und bittet ihn, die Öffentlichkeit nicht darüber zu informieren. Branding schreibt darin, enttäuscht zu sein, dass seine Familie hinter seinem Rücken illegale Geschäfte betreibe; auch seine politischen Gegner hätten durch all diese Ereignisse immer mehr Mittel gegen ihn in der Hand, sodass er ihnen durch sein freiwilliges Ableben den Zündstoff nehmen wolle.

## Rezeption

### Einschaltquoten
Bei seiner Erstausstrahlung am 21. Januar 1990 hatte Lauf eines Todes 16,23 Millionen Zuschauer, was einem Marktanteil von 55,20 Prozent entspricht.

### Kritik
Die Kritiker der Fernsehzeitschrift TV Spielfilm urteilen: „Mäßige Story, aber kultiges Personal.“ „Manfred Krugs flapsiger Ton rettet den lauen Fall“.